# ويلبر دانيال ستيل
ويلبر دانيال ستيل (بالإنجليزية: Wilbur Daniel Steele)‏‏ (17 مارس 1886 في غرينزبورو، كارولاينا الشمالية - 26 مايو 1970 في ستامفورد) كاتب، وروائي من الولايات المتحدة.

## روابط خارجية
- ويلبر دانيال ستيل على موقع IMDb (الإنجليزية)
- ويلبر دانيال ستيل على موقع قاعدة بيانات برودواي على الإنترنت (الإنجليزية)